# Duane Henry
Duane Henry (Birmingham, 18 de marzo de 1985) es un actor de origen Inglés. Henry es conocido por su trabajo en NCIS, Doctors, Doctor Who, and W.E. actualmente reside en Los Ángeles, California.

## Inicios
Duane Henry nació Birmingham, West Midlands, Inglaterra. Se crio en un hogar de clase trabajadora en  Handsworth, West Midlands. Cuando niño, Henry Asistió St. Francis Catholic Primary School en Birmingham, y St. John Wall School en Handsworth, y estudió teatro en Dudley College. Cuando tenía 17 años, Henry se trasladó a Londres para explorar una carrera en la industria del entretenimiento.

## Carrera
Duane Henry su primera actuación fue en 2004, un año después de mudarse a Londres el 27 de Noviembre, 2003. Henry’s first acting role was alongside Samantha Janus on The Afternoon Play, a British television anthology series. Desde 2004 al 2011, Henry hizo una serie de apariciones especiales en series de televisión británicas populares, incluyendo el doctor Who , el proyecto de ley , y el corte , lo que le valió una nominación de la Academia Británica de Cine y Televisión (BAFTA) Pantalla Nacional Premio a la Mejor Talento Emergente en 2010.
Desde el 2005 a 2013, Henry interpretó cinco funciones en el British medical soap opera Doctors, establecidas originalmente en Birmingham. interpretó Gareth Broadhurst, un exsoldado con trastorno de estrés postraumático en una de tres partes especiales de la serie lanzado en 2013 titulado Los médicos: Zona de Guerra . Henry atribuye su éxito a los médicos para el hecho de que él es oriundo de Birmingham y por lo tanto se considera automáticamente por sus papeles en la serie. Luego, en 2011, Henry Interpretó un guardia de seguridad en el drama romance histórico de Madonna W.E.
Henry se trasladó de Londres a Los Ángeles en noviembre de 2013.  Poco después de mudarse a Los Ángeles, Henry pasó un año perfeccionando su acento americano con el fin de ampliar su rango como actor. Se hizo una prueba para muchas funciones, incluyendo un papel en la de Jennifer López Sombras del azul , donde Barry Levinson de Rain Man también estuvo presentet.
Duane Henry entró a ser parte en NCIS para interpreta al agente del MI6 Clayton Reeves en de mayo de 2016 para el episodio 23 de la temporada 13 de la serie. No estaba claro si el personaje de Henry regresaría para la temporada siguiente. En julio de 2016, se confirmó que el personaje de Henry se presenta como un habitual en el programa a partir de la temporada 14a, que se emitió el 20 de septiembre de 2016. De acuerdo con Henry, el carácter de Clayton Reeves originalmente no tienen raíces en Birmingham, pero él incorporó su crianza en el trasfondo de su personaje

## Vida personal
Henry ha estado sin hogar por un período largo de su vida, y ha conectado su difícil crianza en Birmingham a su éxito como actor. Su madre era una  madre soltera, de 16 años de edad. Con el tiempo se fue a vivir con su tía y tuvo varios trabajos, incluyendo la venta de zapatos en la calle Oxford y en un teatro de Leicester Square, donde "fue despedido por soñar despierto y practicar su autógrafo."  Henry no conoce a su padre. Dijo que crecía fueron alcanzados con la realidad, y en la que creció le mostró dónde lo hace y no quiere ser en la vida; se le hizo trabajar mucho más duro para lograr sus objetivos.
Henry ha declarado que si no fuera actor, sería aún estar involucrados en las artes, tal vez la enseñanza de drama a las generaciones más jóvenes, o como un buscador de talentos. Cuando se le preguntó acerca de su inspiración como actor, Henry respondió que revisa las luchas de la gente en sus círculos sociales “from A-Z” y luego los ve todavía en pie y sonriente y se inspira en ellos para “seguir adelante”.